# Білі прапори (фільм)
Білі прапори (груз. თეთრი ბაირაღები) — радянський художній фільм 1990 року, знятий режисером Гігою Лордкіпанідзе.

## Сюжет
Головний герой фільму — Заза Накашідзе, «без вини винуватий» людина, несправедливо засуджений за вбивство, якого він не скоював. Заза потрапляє до в'язниці, але і знаходячись в ув'язненні, він намагається знайти правду і довести, що не він зробив це вбивство.

## У ролях
- Георгій Хобуа — Заза
- Кетеван Кікнадзе — мати Зази
- Отар Мегвінетухуцесі — дядько Ісидор
- Гія Бурджанадзе — Како Девдаріані, злодій в законі на прізвисько «Лимона»
- Гіві Берікашвілі — Тигран
- Рамаз Чхіквадзе — Шошіа
- Лео Антадзе — Чейшвілі
- Гурам Пирцхалава — Гоголь
- Бадрі Бегалішвілі — Шошіашвілі
- Тенгіз Майсурадзе — Гамцемлідзе
- Юрій Васадзе — Мебурішвілі
- Ніно Лордкіпанідзе — Нуну, лікар
- Нана Лордкіпанідзе — дочка дядька Ісидора
- Давид Двалішвілі — Гагуа
- Георгій Гачечиладзе (Уцнобі) — зять дядька Ісидора
- Сосо Гогічаішвілі — наглядач у в'язниці
- Йосип Джачвліані — Ростом
- Трістан Квелаідзе — Хеладзе
- Віктор Нінідзе — зубний лікар
- Анзор Урідія — Харабадзе

## Знімальна група
- Сценаріст : Гіга Лордкіпанідзе
- Режисер : Гіга Лордкіпанідзе
- Оператор : Леван Пааташвілі
- Композитор : Бідзіна Квернадзе
- Художник : Кахі Хуцішвілі